# Ніколаєвка (Александровський район)
Нікола́євка (рос. Николаевка) — село у складі Александровського району Оренбурзької області, Росія.

## Населення
Населення — 23 особи (2010; 78 у 2002).
Національний склад (станом на 2002 рік):
- росіяни — 63 %